# San Manuel Chaparrón
San Manuel Chaparrón es un municipio del departamento de Jalapa de la región sur-oriente de la República de Guatemala. Este municipio tiene en su territorio el río Chaparrón y una elevación de 915 m s. n. m.
Tras la Reforma Liberal de 1871, Chaparrón fue adscrito al departamento de Jalapa el 24 de noviembre de 1873 por el gobierno del general Justo Rufino Barrios.
San Manuel Chaparrón cuenta con algunas áreas verdes y ríos.

## Toponimia
Según los historiadores del municipio de San Manuel Chaparrón existen tres versiones sobre el origen del topónimo Chaparrón:
1. Se dice que en 1866 un grupo de turistas caminaban para una hacienda, inesperadamente aconteció una lluvia muy fuerte y debido al gran aguacero que quedó sobre los suelos del terreno le llamaron «el Chaparrón».
2. Un ranchero habría sembrado un árbol que al que llamó «Napoleón» y creció tanto que ofrecía sombra y el olor agradable de sus flores. Los viajeros le llamaron al árbol como «Chaparrón» y los pobladores les gustó el nombre y decidieron llamar así el lugar.
3. Otras personas dicen que el nombre del Chaparrón proviene de un árbol que daba un fruto amarillo de sabor exquisito y el árbol crecía en la ribera de un río llamado río Chaparrón.[cita requerida]

## Geografía física

### Ubicación geográfica
El municipio de San Manuel Chaparrón se encuentra a una distancia de 51 kilómetros de la cabecera departamental de Jalapa y a una distancia de 175 km de la Ciudad de Guatemala. 
Sus colindancias son:
- Norte: San Pedro Pinula y San Luis Jilotepeque, municipios del departamento de Jalapa
- Oeste: Monjas, municipio del departamento Jalapa (Guatemala)
- Este: Ipala municipio de Chiquimula
- Sur: Santa Catarina Mita, municipio del departamento de Jutiapa[4]

|               | Norte: San Pedro Pinula San Luis Jilotepeque |             |
| Oeste: Monjas |                                              | Este: Ipala |
|               | Sur: Santa Catarina Mita                     |             |

## Gobierno municipal
Los municipios se encuentran regulados en diversas leyes de la República, que establecen su forma de organización, lo relativo a la conformación de sus órganos administrativos y los tributos destinados para los mismos.  Aunque se trata de entidades autónomas, se encuentran sujetos a la legislación nacional y las principales leyes que los rigen desde 1985 son:
| N.º | Ley                                                | Descripción |
| --- | -------------------------------------------------- | --- |
| 1   | Constitución Política de la República de Guatemala | Tiene una regulación legal específica para los municipios en los artículos 253 al 262. |
| 2   | Ley Electoral y de Partidos Políticos              | Ley de carácter constitucional aplicable a los municipios en el tema de la conformación de sus autoridades electas. |
| 3   | Código Municipal                                   | Decreto 12-2002 del Congreso de la República de Guatemala. Tiene la categoría de ley ordinaria y contiene preceptos generales aplicables a todos los municipios, e inclusive contiene legislación referente a la creación de los municipios.             |
| 4   | Ley de Servicio Municipal                          | Decreto 1-87 del Congreso de la República de Guatemala. Regula las relaciones entra la municipalidad y los servidores públicos en materia laboral. Tiene su base constitucional en el artículo 262 de la constitución que ordena la emisión de la misma. |
| 5   | Ley General de Descentralización                   | Decreto 14-2002 del Congreso de la República de Guatemala. Regula el deber constitucional del Estado, y por ende del municipio, de promover y aplicar la descentralización y desconcentración económica y administrativa.                                |

El gobierno de los municipios está a cargo de un Concejo Municipal mientras que el código municipal —ley ordinaria que contiene disposiciones que se aplican a todos los municipios— establece que «el concejo municipal es el órgano colegiado superior de deliberación y de decisión de los asuntos municipales […] y tiene su sede en la circunscripción de la cabecera municipal»; el artículo 33 del mencionado código establece que «[le] corresponde con exclusividad al concejo municipal el ejercicio del gobierno del municipio».
El concejo municipal se integra con el alcalde, los síndicos y concejales, electos directamente por sufragio universal y secreto para un período de cuatro años, pudiendo ser reelectos.
Existen también las Alcaldías Auxiliares, los Comités Comunitarios de Desarrollo (COCODE), el Comité Municipal del Desarrollo (COMUDE), las asociaciones culturales y las comisiones de trabajo. Los alcaldes auxiliares son elegidos por las comunidades de acuerdo a sus principios y tradiciones, y se reúnen con el alcalde municipal el primer domingo de cada mes, mientras que los Comités Comunitarios de Desarrollo y el Comité Municipal de Desarrollo organizan y facilitan la participación de las comunidades priorizando necesidades y problemas.
Los alcaldes que ha habido en el municipio son:
- 2012-2016: Rafael Sandoval[7]

## Historia
Los primeros pobladores arribados impelidos por la necesidad de trabajo durante el siglo xix, las personas llegaron al territorio chaparrero al ver que en ese lugar había una gran variedad de vegetación y así mismo creciendo frutas, verduras, y hierbas. Los primeros pobladores llegaron al municipio de San Manuel Chaparrón en el año de 1854 y al despejar el terreno de la vegetación que había decidieron quedarse allí y tomarlo como su propiedad.

### Tras la Reforma Liberal: creación del departamento de Jalapa

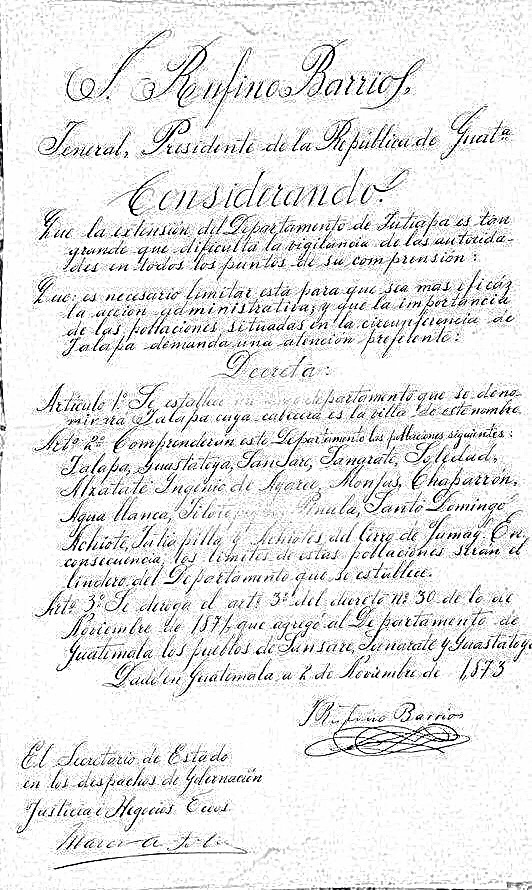
Facsímil del decreto de creación del Departamento de Jalapa en 1873.

El 24 de noviembre de 1873 se estableció el nuevo departamento de Jalapa, por Decreto número 107, siendo Presidente de la República de Guatemala el general Justo Rufino Barrios; Barrios creó el nuevo departamento debido a la gran extensión del departamento de Jutiapa, lo que dificultaba la vigilancia de las autoridades.  Chaparrón fue parte del nuevo departamento, junto con Jalapa, Guastatoya, Sanarate, Sansare, Soledad, Alzatate, Ingenio de Ayarce, Monjas, Agua Blanca, Jilotepeque, Pinula, Santo Domingo, Achiote, Jutiapilla, y Achiotes del Cerro de Jumay.